# Kraal (versiering)

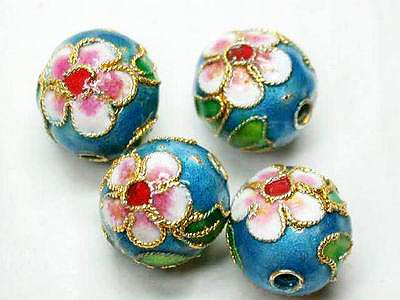
Cloisonné kralen

Een kraal is een klein voorwerp dat over het algemeen tot een ketting geregen kan worden en dan meestal dient tot versiering. Soms worden kralen in gebruiksvoorwerpen gebruikt. Een essentiële eigenschap van een kraal is dat deze een gat heeft, oog genoemd, waarmee de kralen aan een draad kunnen worden geregen.

## Types kralen

### Materiaal

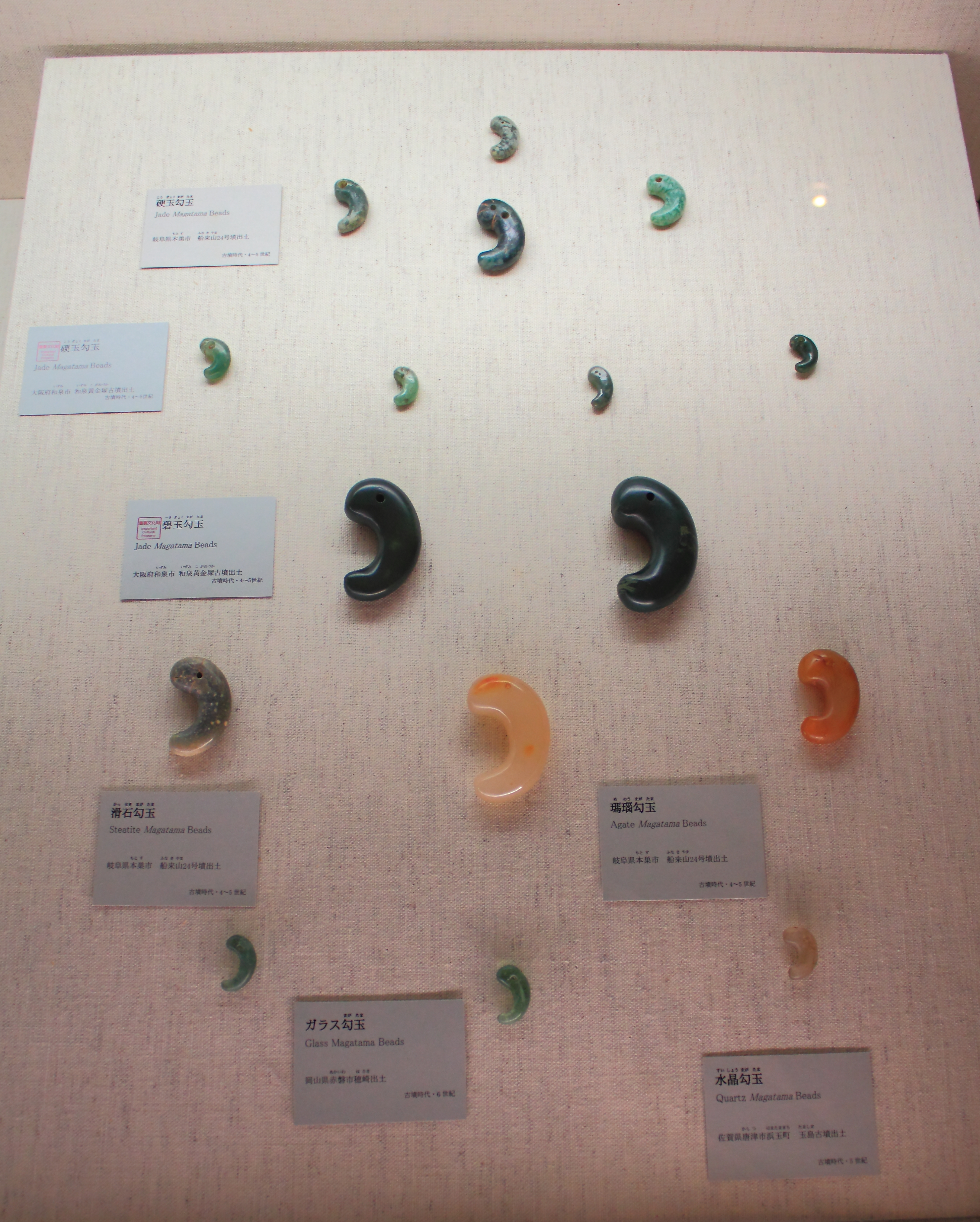
Magatama's (kommavormige Japanse kralen) uit de kofunperiode

Kralen kunnen van allerlei soorten materiaal worden gemaakt.
- Organisch materiaal zoals hout, been, hoorn, tand, ivoor, koraal, schelpen, barnsteen, parels, pitten en zaden (bijvoorbeeld van olijven, een meloen of kruidnagels).
- Gedolven materiaal zoals steen, git, halfedelsteen of edelsteen
- Door mensen gemaakt materiaal zoals glas, loodkristal (Swarovski of strass), aardewerk, kunststof, metaal en papier-maché. Ook kettingen van pasta worden wel gemaakt (bijvoorbeeld van penne, of van vermicellisoorten met een gaatje erin).
- Voor kinderpartijtjes worden snoepkettingen gemaakt van bijvoorbeeld drop met een gat erin dat dan als kraal dient.

Soms worden kralen gemaakt van samengesteld materiaal, zoals cloisonné (geëmailleerd metaal). Schelpen kunnen voor een mooiere glans worden gelakt.

### Afmetingen
De afmetingen van kralen die bedoeld zijn om te dragen kunnen variëren tussen een millimeter tot enkele centimeters. De kleinste kralen moeten aan een heel dunne draad geregen worden, waarvoor een even dunne naald noodzakelijk gereedschap is.

### Vormen
Veel kralen zijn bolvormig, maar kralen komen in alle mogelijke vormen voor, zoals lange staafjes, platte ronde schijfjes, kubussen of kristalvormig. Een afwisseling van bollen en staafjes wordt veel gebruikt in halskettingen.

## Verwerking van kralen

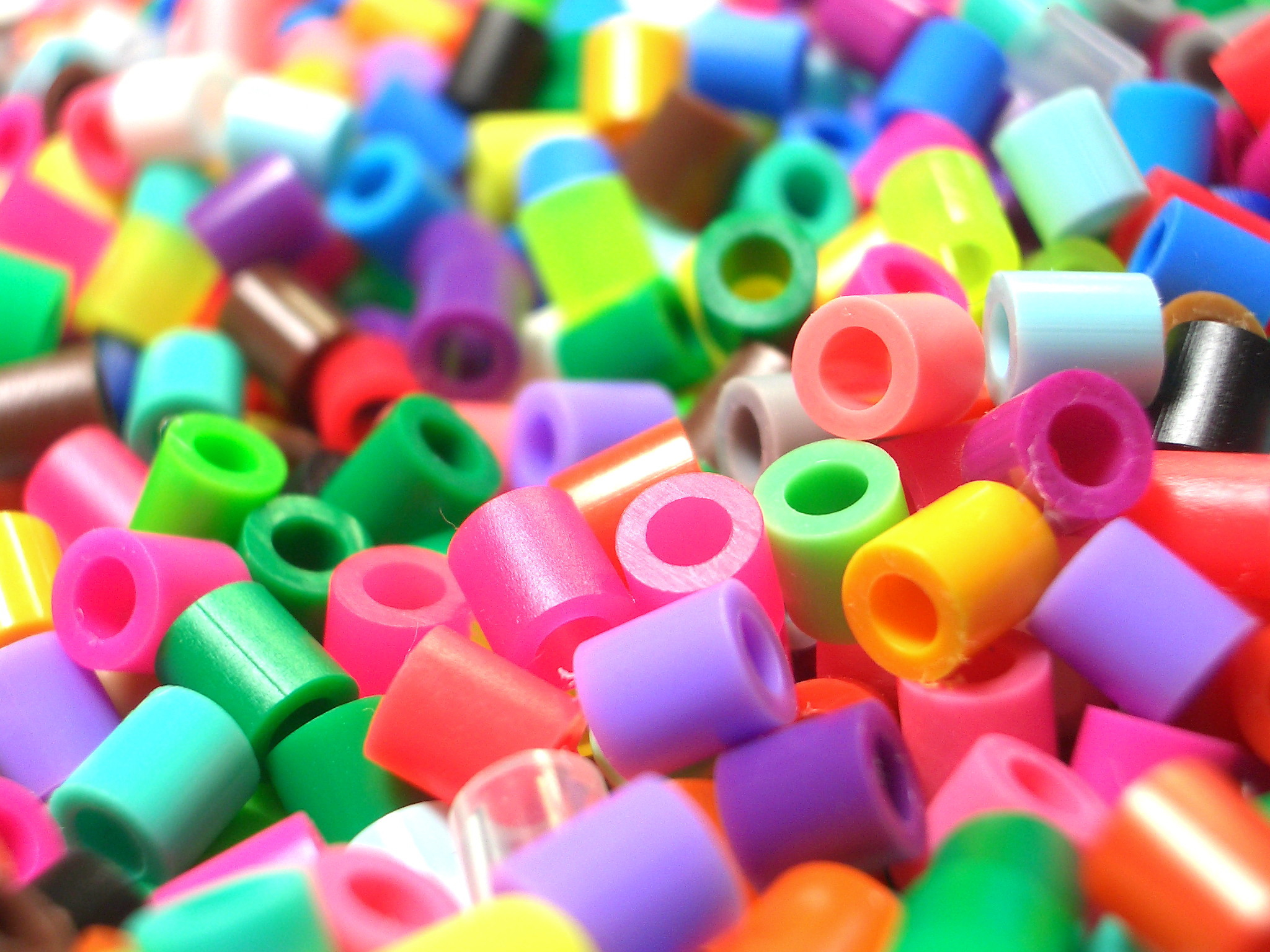
Strijkkraaltjes

Kralen worden in de eenvoudigste vorm aan snoeren geregen, al dan niet voorzien van een slot. Bij kostbare kralen, zoals parels, wordt er tussen elke kraal een knoop in het rijgmateriaal gelegd om te voorkomen dat alle kralen van het snoer glijden wanneer dit breekt. Kralen kunnen ook worden verwerkt in armbanden en oorbellen.
Kralen kunnen los op kleding worden vastgezet, of op een passement. Een brede armband kan gemaakt worden als kralenband. De kralen worden dan in een rechthoekig patroon geplaatst, dat schuin op de lengte van de armband staat. Ook kunnen kralen in een weefsel worden verwerkt. De afstand tussen de draden van de schering (weven) moet dan even groot zijn als de omvang van de kralen.
Er bestaat kinderspeelgoed waarbij kralen in een patroon aangebracht worden op een kunststof bord met kleine uitsteeksels. De kralen kunnen dan telkens worden hergebruikt. Er zijn ook speciale strijkkralen die in een patroon kunnen worden gelegd en samengesmolten kunnen worden middels bakpapier en een strijkijzer.
Als kleine kralen worden gebruikt, is het handig deze op een fluwelen deksel (een "beading tray" of kralenlegbord) te leggen, zodat ze met een naald gemakkelijk kunnen worden opgepakt. Een sterk rijgmateriaal, zoals nylon- of geplastificeerd staaldraad wordt in moderne halskettingen gebruikt. Een sterke draad van linnen (het zogeheten ijzergaren) is een alternatief. Op den duur wordt het ijzergaren echter zwakker. Voordeel van ijzergaren is dat het makkelijker aan een slotje kan worden geknoopt. Nylon- en staaldraad moet gelijmd worden of in een lus vastgezet met zogenaamde "knijpkraaltjes" (heel kleine metalen busjes die worden geplet met een tangetje).

## Geschiedenis

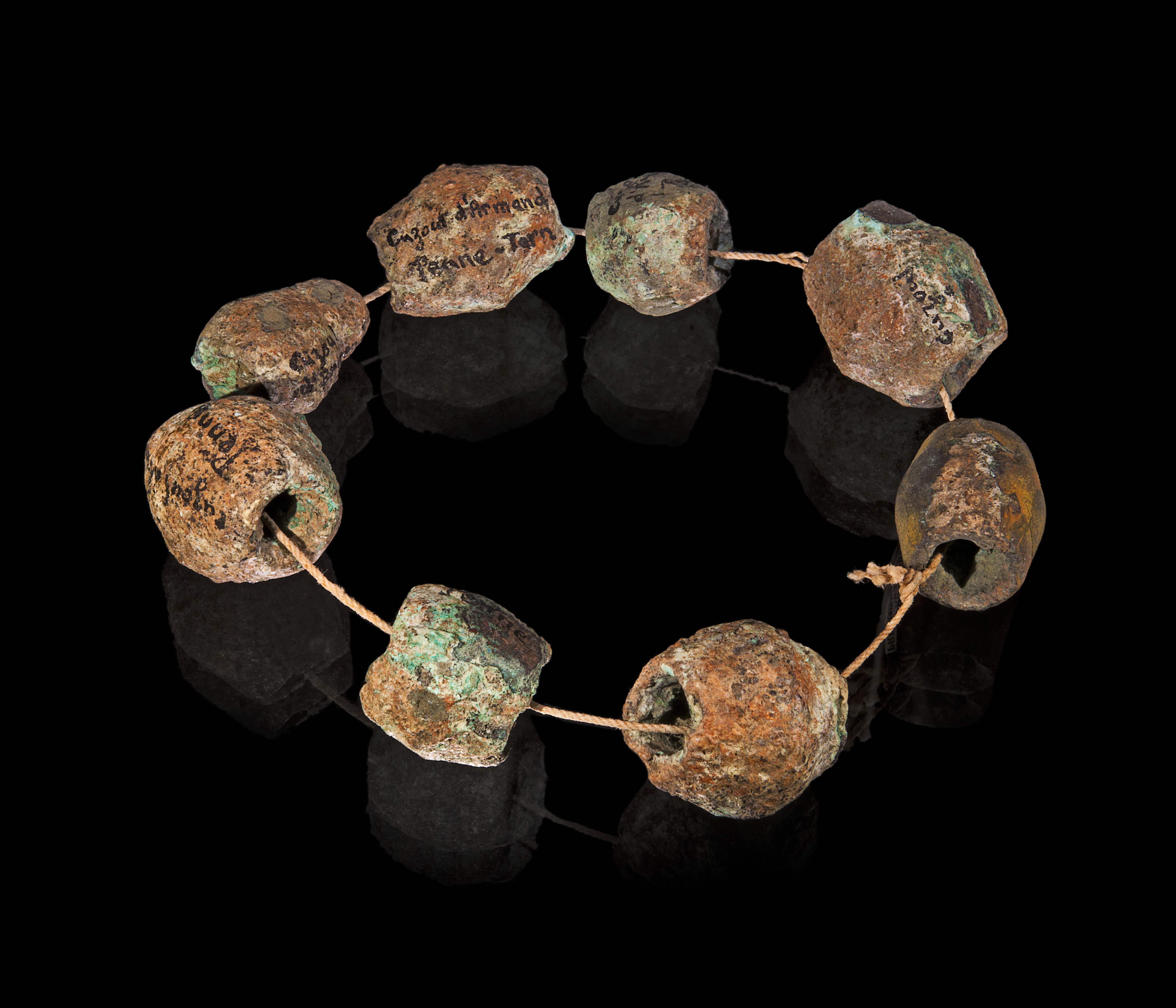
3500 jaar oude bronzen kralen

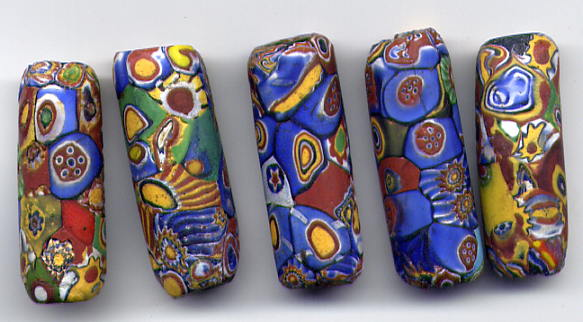
Millefiori kralen

Kralen komen op alle continenten voor en hebben drie functies: decoratie, bescherming en herinnering. Kralen gingen als grafgift mee met overledenen. Kralen waren ook een statussymbool. Bij archeologische vondsten worden dan ook vaak kralen aangetroffen.
De oudst bekende kralen zijn van de schelp Nassarius. Deze zijn rond 100.000 jaar oud.
Kralen van barnsteen zijn in Nederland aangetroffen in een grafveld bij Swifterbant en dateren uit ca. 4200 v.Chr. Ook in hunebedden zijn kralen van barnsteen en git aangetroffen, zoals het kralensnoer van Exloo, dat dateert uit 1800-1100 v.Chr. In het graf van de vroegmiddeleeuwse 'prinses van Zweeloo' zijn onder meer kralen van barnsteen en glas gevonden.
De eerste glazen kralen zijn al zo'n 1600 jaar voor Christus gemaakt. Deze kralen werden gemaakt door gesmolten glasmassa in een dunne draad te trekken en die om een ijzeren staaf te winden. Na een of enkele windingen wordt de glasdraad afgeknipt. De staaf met het ringetje erom wordt nogmaals verhit en gedraaid zodat de draden samensmelten. Daarbij kunnen ook verschillende kleuren glas gebruikt worden. Modernere manieren om glazen kralen te maken op industriële schaal is door een holle buis van glas te trekken, die in stukjes gesneden wordt, of door kralen in een vorm te persen, en daarna te polijsten.
In de oudheid werden kettingen van kruidnagelen gedragen, vanwege de aangename geur.
Bij Afrikaanse stammen tonen kralen de huwelijkse staat van een meisje. Hoe meer kralen het meisje heeft, hoe hoger haar aantrekkelijkheid. Ze krijgt die sieraden namelijk van haar aanbidders.
In Midden- en Zuid-Amerika gebruikten de Inca's, Maya's en Azteken enorme kralen in hun boekhouding. De boekhouding bestond uit complexe kettingen. De posities van de kralen waren hierin significant, maar ook de kleuren, waardoor een ketting een zeer omvangrijke administratie kan bevatten.
Modernere indianen gebruikten uit Europa afkomstige kralen als versiering, bijvoorbeeld op hun tomahawk.
Kralen werden gebruikt als ruilmiddel. Mensen worden werden tussen de 16e en 20e eeuw tot slaag gemaakt en gekocht voor kralen, die vaak gemaakt werden van Venetiaans millefioriglas. De term kralen en spiegeltjes laat zien dat mensen in koloniale tijden, onbekend met goud of geld, voor waardeloos materiaal hun kostbare producten ruilden.

### Etymologie
Het Nederlandse woord kraal zou van koraal afstammen. Het is een relatief recent woord. Teksten over rode koraal (crael) stammen uit de 15e eeuw. Later werd het woord kraal het algemene woord. Ook in het Duits en in het Frans zijn de moderne woorden voor kraal, Perle resp. perle, een afgeleide van een specifiek materiaal voor kralen, parels. Het Engelse woord voor kraal, bead, is afkomstig van het oude Nederlandse woord bede, gebed. Het Spaanse woord abolorio heeft een Arabische stam.

## Toepassingen van kralen

### Sieraden
De meest voorkomende toepassing van kralen is in sieraden, bij dagelijks of feestelijk gebruik. Zwarte kralen worden soms bij rouw gebruikt. Zo koos koningin Victoria kralen van git uit voor haar rouwjuwelen.
Traditioneel worden kralen ook in klederdracht gebruikt. Zo vormen kettingen van bloedkoralen kralen een onderdeel van de Zeeuwse klederdracht.

### Religieuze toepassingen

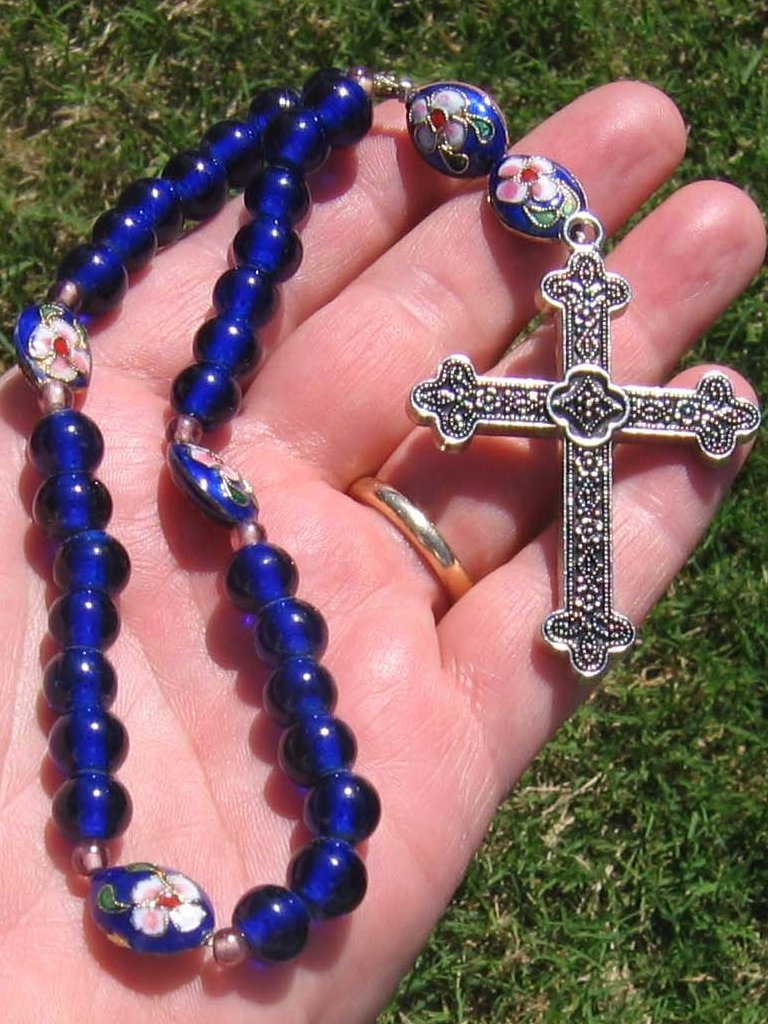
Anglicaanse rozenkrans

Kralen worden in gebedssnoeren toegepast, waarbij de gebruiker van het snoer de kralen een voor een door de handen laat gaan, onderwijl gebeden reciterend. Voorbeelden daarvan zijn:
- een rozenkrans wordt gebruikt in de katholieke Kerk. Deze bestaat uit 6 grote en 53 kleine kralen. De heilige Simón de Rojas maakte een rozenkrans van 72 kralen, omdat dat de leeftijd van Maria zou zijn.
- een tasbih wordt door moslims gebruikt.
- een mala in het boeddhisme bestaat uit 108 schijfvormige kralen met een kwast eraan.
- de lestovka, een gebedsriem die wordt gebruikt door Russische oudgelovigen.

### Technische toepassingen

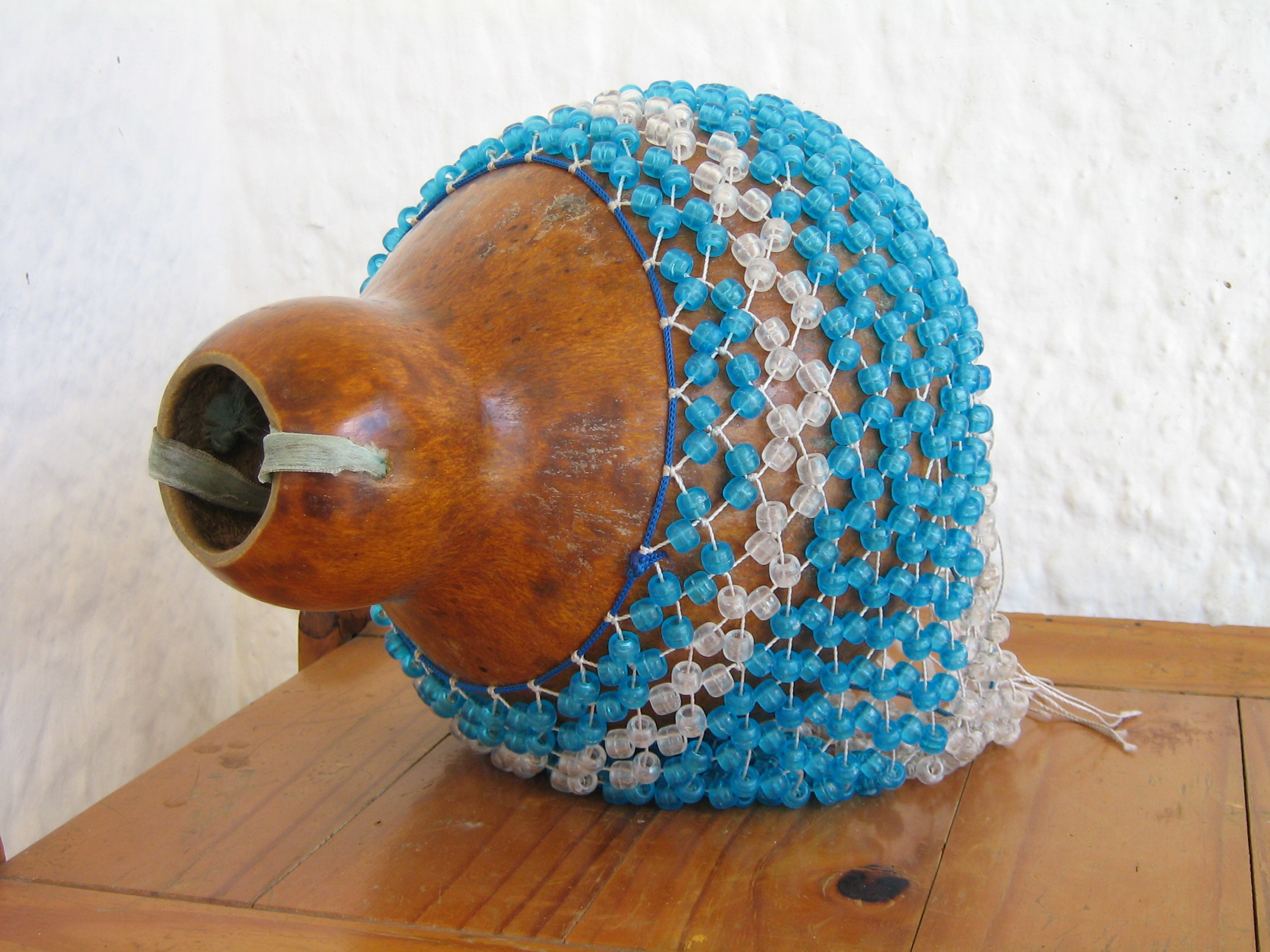
Abê

Bij zeilschepen werden kralen gebruikt die ervoor moesten zorgen dat de lijn bij het hijsen soepel over de mast heen loopt, bijvoorbeeld bij het voorlijk.
Kralen worden in een telraam of abacus gebruikt, waarbij ze aan metalen staafjes zijn geregen.
In muziekinstrumenten als bijvoorbeeld de abê worden soms kralen gebruikt om te rammelen. Dit instrument is gemaakt van een kalebas die bedekt is met een net van kralen die heen en weer geschud worden.
In het gedachtenexperiment van Stevin, het Clootcransbewijs, komen kralen voor.